# Morlon
Morlon (Freiburger Patois Morlonⓘ) ist eine politische Gemeinde im Greyerzbezirk des Kantons Freiburg in der Schweiz. Der frühere deutsche Name Morlung wird heute nicht mehr verwendet.

## Geographie
Morlon liegt auf 751 m ü. M., 2,5 km ostnordöstlich des Bezirkshauptortes Bulle (Luftlinie). Das Strassenzeilendorf erstreckt sich auf einem Geländevorsprung an aussichtsreicher Lage rund 80 m über dem Westufer des Greyerzersees, im Greyerzerland am Alpennordfuss.
Die Fläche des 2,5 km² grossen Gemeindegebiets (mit der Seefläche 4,2 km²) umfasst einen Abschnitt des Beckens von Bulle im freiburgischen Alpenvorland. Im Osten hat Morlon einen grossen Anteil am südlichen Abschnitt des Greyerzersees; das Gebiet reicht bis zur Einmündung der Saane (französisch: Sarine). Vom Seeufer mit der Halbinsel Laviaux erstreckt sich der Gemeindeboden westwärts über die Terrasse von Morlon bis auf die Höhe von Vaucens, auf der mit 831 m ü. M. der höchste Punkt der Gemeinde erreicht wird. Im Süden reicht das Gebiet in die Talniederung eines im Waldgebiet Bois de Bouleyres entspringenden Baches. Von der Gemeindefläche entfielen 1997 8 % auf Siedlungen, 14 % auf Wald und Gehölze, 75 % auf Landwirtschaft, und etwas weniger als 3 % war unproduktives Land.
Zu Morlon gehören neue Einfamilienhaussiedlungen am Westrand des Dorfes sowie einige Einzelhöfe. Nachbargemeinden von Morlon sind Bulle, Echarlens, Botterens und Broc.

## Bevölkerung
| Jahr      | 1811 | 1850 | 1900 | 1920 | 1950 | 1970 | 2000 | 2010 | 2012 | 2014 | 2017 |
| Einwohner | 252  | 278  | 295  | 401  | 334  | 301  | 480  | 595  | 588  | 587  | 595  |

Mit 713 Einwohnern (Stand 31. Dezember 2023) gehört Morlon zu den kleineren Gemeinden des Kantons Freiburg. Von den Bewohnern sind 93,3 % französischsprachig, 2,9 % deutschsprachig und 1,0 % englischsprachig (Stand 2000). Die Bevölkerungszahl von Morlon belief sich 1850 auf 278 Einwohner, 1900 auf 295 Einwohner. Danach stieg die Bevölkerungszahl bis 1920 weiter auf 401 Einwohner an, um dann bis 1970 um 25 % auf 301 Personen abzunehmen. Seither wurde ein rasches Bevölkerungswachstum verzeichnet.

## Wirtschaft
Morlon war bis in die zweite Hälfte des 20. Jahrhunderts ein vorwiegend durch die Landwirtschaft geprägtes Dorf. Noch heute haben die Viehzucht und Milchwirtschaft sowie in geringerem Mass der Ackerbau eine wichtige Bedeutung in der Erwerbsstruktur der Bevölkerung. Weitere Arbeitsplätze sind im lokalen Kleingewerbe und vor allem im Dienstleistungssektor vorhanden. In den letzten Jahrzehnten hat sich das Dorf dank seiner attraktiven Lage auch zu einer Wohngemeinde entwickelt. Die meisten Erwerbstätigen sind deshalb Wegpendler, die in den Regionen Bulle und Freiburg arbeiten.

## Verkehr
Die Gemeinde liegt abseits der grösseren Durchgangsstrassen, ist aber von Bulle leicht zu erreichen. Der nächste Anschluss an die Autobahn A12, die seit 1981 von Bern bis Vevey durchgehend geöffnet ist, befindet sich rund 5 km vom Ortskern entfernt. Durch die Buslinie der Transports publics Fribourgeois, die von Bulle nach Morlon führt, ist das Dorf an das Netz des öffentlichen Verkehrs angebunden.

## Geschichte
Das Gemeindegebiet von Morlon war schon sehr früh besiedelt. Unter einem regelmässigen Hügel am Waldrand von Vaucens wird ein Fürstengrab aus der Hallstattzeit vermutet. Die erste urkundliche Erwähnung des Ortes erfolgte im Jahr 995 unter dem Namen Molas subteriores. Später erschienen die Bezeichnungen Mollon (1038), Mollun (1264), und der heutige Name ist seit 1500 überliefert.
Ein Teil des Dorfes kam 1038 durch einen Tauschhandel an die Abtei Saint-Maurice. Auch das Prämonstratenserkloster Humilimont hatte Grundbesitz bei Morlon. Seit dem frühen 13. Jahrhundert war Morlon Teil der Grafschaft Greyerz. Zu Beginn des 14. Jahrhunderts gelangte das Dorf an die Herrschaft Vuippens und später an die Herrschaft Everdes. 1475 kam es mit dieser an Freiburg und gehörte von 1553 bis 1798 zur Vogtei Vuippens-Everdes. Nach dem Zusammenbruch des Ancien Régime gehörte Morlon während der Helvetik und der anschliessenden Zeit bis 1848 zum damaligen Bezirk Bulle, bevor es in den Bezirk Greyerz eingegliedert wurde. Das Dorf wurde besonders während des 19. Jahrhunderts mehrmals durch schwere Feuersbrünste in Mitleidenschaft gezogen (1845, 1891 und 1900).

## Sehenswürdigkeiten
Am nordöstlichen Dorfrand steht die Kirche Saint-Grat, die ursprünglich Ende des 15. Jahrhunderts erbaut und später mehrmals renoviert wurde. Im alten Ortskern sind einige charakteristische Bauernhäuser aus dem 19. Jahrhundert erhalten.

## Persönlichkeiten
- Pierre Tobie Yenni (1774–1845), Bischof von Lausanne-Genf